# Олеся Журакивска
Олеся Журакивска (на украински: Олеся Вікторівна Жураківська) е украинска актриса.

## Биография
Олеся Викторовна Журакивска е родена на 13 август 1973 г. в Киев.
През 1996 г. завършва Русийския институт за театрално изкуство - ГИТИС (курс на В. А. Андреев).
Две години работи в Московския драматичен театър „М. Н. Ермолова“.
От 2002 г. е актриса на Киевския академичен театър за драма и комедия на левия бряг на Днепър.
Наградена е с „Ордена на княгиня Олга“ през 2021 г.

## Избрана филмография
- Провонциален роман (2001)
- Всичко, което обичаш (2002)
- Снежната кралица (2003)
- Остров (2016)
- Донбас (2018)
- Любов в окови (2019)